# AutoMag
La .44 Auto Mag o Automag M-180 è una pistola semi-automatica di grosso calibro.  Fu progettata tra il 1966 e il 1971 dalla Auto Mag Corporation fondata da Harry Sanford per poter camerare un calibro più potente del .44 Magnum in una pistola semi-automatica.
Le pistole erano costose da produrre e le munizioni non sono mai state prontamente disponibili, portando alla scomparsa della Auto Mag Corporation nel 1982.  La reputazione della pistola e l'aspetto l'hanno resa popolare al cinema e nei romanzi e diverse versioni sono elencate come "Curio and Relic Firearms" dal BATFE.

## Funzionamento
Il sistema a corto rinculo utilizzato dalla pistola Auto Mag è particolare, si compone di quattro fasi al posto delle solite due (apertura/chiusura) e utilizza un meccanismo simile al fucile d'assalto M16 / AR-15 composto da una vite rotante con alette di blocco tra l'otturatore e la canna. Le quattro fasi sono la pre-apertura dell'otturatore con arretramento della canna di circa 10mm grazie alle alette di blocco, l'apertura vera e propria quando l'amplificatore di rinculo porta l'otturatore al punto morto posteriore e la canna è ritornata al suo posto, la pre-chiusura in cui l'otturatore si trova a 3/4 di chiusura e la canna riarretra per poter frenare il movimento dell'otturatore (per permettere una lunga vita all'arma) e accogliere le alette di blocco ed infine la chiusura vera e propria quando canna e otturatore sono in posizione di riposo anteriore.  L'Auto Mag è stata progettata per poter dare agli appassionati una potenza maggiore del .44 Magnum, in una pistola semi-automatica. La .44 Auto Mag può sparare proiettili da .429 in (10,9 mm), 240 grs a una velocità superiore di un revolver .44 Magnum.

## Storia
I primi prototipi della .44 Auto Mag o Automag M-180 furono creati nel 1969, mentre la pre-serie, chiamata anche AM 44S, risale ai primi mesi del 1970, nello stesso anno il presidente della Auto Mag Corporation, Harry Sanford, decise l'apertura di una fabbrica a Pasadena, in California. La prima arma uscì dallo stabilimento l'8 agosto del 1971, il 3 maggio del 1972 veniva dichiarata la bancarotta dopo appena 3000 armi costruite. La produzione era quasi interamente di .44 Auto Mag, pistole sperimentali furono create in calibro .45ACP, .30ACP e .357AMP. Fatta eccezione per la .45ACP per gli altri calibri bastava cambiare la canna e, ovviamente, le cartucce. Lo stesso castello, caricatore e otturatore possono essere intercambiabili tra i vari calibri.
L'Auto Mag Corporation ebbe vita breve per diverse ragioni. La .44 Auto Mag o Automag M-180 creata in acciaio al cromo-molibdeno perfettamente funzionante dei prototipi di Max Gera, fu modificata dal team di progettisti in una pistola più complicata e meno affidabile in acciaio inox in disaccordo con Harry Sanford su come l'azienda avrebbe dovuto procedere. Il team di progettazione era convinto che la pistola non era pronta per la produzione e non poteva essere prodotta con profitto, perché o il prezzo della pistola doveva essere notevolmente più alto o l'azienda avrebbe rischiato la chiusura. I progettisti non furono in grado di convincere Sanford e alla fine diedero le loro dimissioni. La pistola fu quindi messa in produzione in fretta e furia da un gruppo che non considerò le possibilità di guadagno. Ciò portò a processi di produzione costosi che costrinsero la fabbrica di Pasadena a vendere le parti dell'arma a ditte esterne per assemblarle per conto loro.
Il forte deprezzamento della .44 Auto Mag stante i costi di produzione elevatissimi per cercare di creare una forte domanda nel mercato costituì le basi dell'insuccesso commerciale. In ultima analisi l'Auto Mag Corporation ha perso più di 1.000 dollari per ogni pistola venduta all'ingrosso per $170 (come era stato predetto da Max Gera quando vendette la sua quota azionaria più di un anno prima). Le pistole originariamente venivano vendute al dettaglio per 217,50 dollari (circa 1200 dollari di oggi). Nel mercato dell'usato oggi le .44 Auto Mag (o Automag M-180) raggiungono prezzi nell'ordine dei 2000 dollari.

## Modelli

### Specifiche
Automag M-180
- Calibri: .44 AMP (Auto Magnum Pistol) [10.74x33 mm] (1970), .357AMP [9x33 mm] (1972), .41JMP (Jurras Mag Pistol) [10.41x33 mm](?) (tranne il primo gli altri rimasero a livello progettuale).
- Lunghezza Canna: 6,5 in (170 mm).
- Lunghezza totale: 11,5 in (290 mm).
- Peso: 1.62 kg (57 oz o 3 lb 9 oz) [.44 AMP]; 1.53 kg (54 oz o 3 lb 6 oz) [.357 AMP].
- Magazine: Caricatore prismatico amovibile, a struttura monofilare, della capacità di 7 cartucce.
- Mire: Mirino fisso su rampa. Tacca di mira regolabile in altezza ed in derivazione.
- Materiale: Acciaio inossidabile.
- Impugnatura: Guancette in resina poliuretanica.
- Caratteristiche: Canna rigata.
- Produzione: 1971–1982 (piccole produzioni con parti assemblate da altri produttori fino ai giorni nostri)
- Prezzo: Originariamente $217,50 al dettaglio, poi innalzato a $275 ($425 per il kit con una coppia di .44AMP e la canna per .357AMP)

### Denominazioni
Tra il 1971 e il 2002 l'Auto Mag avrebbe avuto undici nomi differenti:
- AM, Pasadena, California (Made in Pasadena, CA)
- TDE, North Hollywood, California (Made in El Monte, CA) Non è mai esistita una fabbrica a North Hollywood.
- TDE, El Monte, California (Made in El Monte, CA)
- TDE, El Monte, California, High Standard (Made in El Monte, CA)
- TDE, El Monte, California, Lee Jurras (Made in El Monte, CA) Personalizzate da Lee Jurras
- TDE, El Monte, California, Kent Lomont (Made in El Monte, CA) Personalizzate da Kent Lomont
- TDE / OMC, El Monte, California (Made in El Monte, CA)
- AMT, Covina, California (Parti fatte a Covina, CA e pistola assemblata a Irwindale, CA)
- AMC, Covina, California (Parti fatte a Covina, CA e pistola assemblata a Irwindale, CA)
- AM, Irwindale, California (Made in Irwindale, CA)
- AM, Sturgis, South Dakota (Alcune fatte a Hesperia, CA e altre fatte a Sturgis, SD)

Lee Jurras della Super Vel Ammunition commissionò una tiratura limitata di Automag M-180 per avere la dicitura LEJ prestampata sui loro numeri di serie. Dovevano rispettare le sue specifiche e camerare i calibri .44AMP, .357AMP e il suo .41JMP (Jurras Mag Pistol) detto Wildcat. Alcune delle Automag personalizzate da Jurras hanno particolari lavori di finitura, dorature, incisioni, etc.

### Calibri
Il progetto Auto Mag porto alla creazione di tre nuove cartucce: la .44 Auto Mag (.44 AMP), .357 Auto Mag (.357 AMP) e la poco conosciuta .41 JMP.  Sono state create canne anche per i seguenti calibri:
- .45ACP (sperimentale)
- .300AMP (spalla diversa rispetto al .30LMP)
- .30LMP (Lomont Magnum Pistol)
- .25LMP (Lomont Magnum Pistol)
- .22LMP (Lomont Magnum Pistol)
- .45ACP Magnum (sperimentale)
- .45 Win Mag
- .40KMP (Kincel Maynard Pistol, sperimentale)
- .475 Auto Mag (sperimentale)

#### AMT AutoMag
AMT (Arcadia Machine and Tool) fabbrico diverse armi da fuoco sotto il nome AutoMag, da non confondere con Auto Mag, tra cui AMT AutoMag II in .22 WMR, AMT AutoMag III in .30 Carbine, AMT AutoMag IV in .45 Winchester Magnum e AMT AutoMag V in .50 Action Express.

### Munizioni
La cartuccia .44 Auto Mag Pistol (AMP) fu introdotta nel 1971. Di tipo rimless, ha un bossolo diritto in origine creato dal taglio del bossolo del .308 Winchester o del .30-06 a una lunghezza di 33mm. In passato queste cartucce venivano fornite dalla Cartuchos Deportivos Mexico e dalla Norma (ditta svedese), che produceva anche bossoli vuoti.
Il .357AMP entro in produzione nel 1972 con la North Hollywood guns. Simile alla .44 AMP ma con un colletto più stretto per via del proiettile di minor calibro. Lo stesso vale per i calibri .41JMP, .30, .25 e .22LMP.
Attualmente è possibile trovare le munizioni in .44AMP da Cor-Bon e le nuove .44 AMP in ottone da Starline Brass. Per la ricarica casalinga si può usare come base il .308 Winchester e procedere al taglio dei bossoli e alla successiva alesatura dell'interno del colletto.

## L'Automag nella cultura di massa
- È la pistola usata da Haran Banjo nel cartone animato Daitarn 3.
- Nel 1983 una .44 Auto Mag è presente nel quarto film della serie dell'Ispettore Callaghan, Coraggio... fatti ammazzare. Il personaggio di Clint Eastwood usa una .44 Auto Mag per uccidere lo stupratore assassino Mick dopo aver perso il suo fidato revolver Smith & Wesson 29 in uno scontro precedente.
- È presente nell’episodio finale della prima stagione di City Hunter (s1e51), è l’arma dell’ultimo antagonista, una volta sconfitto Ryo Saeba la utilizzerà per sfondare un vetro antiproiettile e salvare la sua compagna Kaory.
- È presente anche nel film del 1987 Beverly Hills Cop II - Un piedipiatti a Beverly Hills II con Eddie Murphy protagonista.
- Nel 2009 nel videogioco Grand Theft Auto IV: The Ballad of Gay Tony è usata dal protagonista Luis Lopez.
- Nel fumetto Warlord il protagonista Travis Morgan recupera una .44 Auto Mag dal suo SR-71 Blackbird caduto e se la porta dietro nella sua avventura al centro della terra detta Skartaris.
- È una delle armi secondarie utilizzabili dagli operatori del GIGR nel videogioco Tom Clancy's Rainbow Six Siege.
- Una 44 Auto Mag è un'arma sbloccabile nel videogioco Resident Evil 7: Biohazard con 12 monete antiche.

## Curiosità
La casa produttrice sconsigliava l'uso di lubrificanti diversi poiché sosteneva che avrebbero rovinato le superfici dell'arma ed avrebbero causato degli inceppamenti, ma si trattava di una trovata pubblicitaria.